# Sandra Schleret
Sandra Schleret (ur. 26 czerwca 1976) – wokalistka niemieckiego zespołu Siegfried, Elis oraz Eyes Of Eden. Była wokalistka austriackiego zespołu grającego gothic metal Dreams of Sanity.